# Горнево (городской округ Истра)
Горнево — деревня в Онуфриевском сельском поселении Истринского района Московской области. Население — 9 чел. (2010), в деревне 3 улицы, зарегистрировано 1 садовое товарищество.
Находится в 32 км юго-западнее Истры (по прямой около 20 км), на границе с Одинцовским районом, высота над уровнем моря 224 м. Ближайшие населённые пункты — Огарково в 2,5 км западнее и Андреевское Одинцовского района в 1,3 км на юг.

## Население
| 2002 | 2006 | 2010 |
| ---- | ---- | ---- |
| 5    | ↗8   | ↗9   |